# Styrax heterotrichus
Styrax heterotrichus là một loài thực vật có hoa trong họ Bồ đề. Loài này được Perkins miêu tả khoa học đầu tiên năm 1906.